# 馬氏髯海鯰
馬氏髯海鯰為輻鰭魚綱鯰形目海鯰科的其中一種，分布於西南大西洋區，從巴西里約熱內盧至阿根廷半鹹水域、海域，體長可達80公分，棲息在底層水域，屬肉食性。

## 擴展閱讀
維基物種上的相關：馬氏髯海鯰